# Acicula norrisi
Acicula norrisi je vrsta kopnenog puža iz porodice Aciculidae. Potječe iz Gibraltara. Neke su školjke nedavno pronađene na obližnjem španjolskom kopnu, što ukazuje da bi i tamo moglo postojati nekoliko populacija.
Živi primjerci nisu poznati; vrsta je poznata samo iz primjeraka puževih kućica. Oni su pronađeni na četiri lokacije na Gibraltaru i novom nalazištu u Španjolskoj. Životinja vjerojatno živi ispod zemlje i lišća.
Španjolske populacije kritično su ugrožene i jedna bi takva mogla nestati.